# Eriogonum roseum
Eriogonum roseum är en slideväxtart som beskrevs av Dur. & Hilg.. Eriogonum roseum ingår i släktet Eriogonum och familjen slideväxter. Inga underarter finns listade i Catalogue of Life.